# トニー・ベネット
トニー・ベネット（Tony Bennett, 1926年8月3日 - 2023年7月21日）はアメリカ合衆国のポピュラー歌手、ジャズ歌手、エンターテイナー、画家。ニューヨーク州クイーンズ生まれのイタリア系アメリカ人。本名はアントニー・ドミニク・ベネデット（Anthony Dominick Benedetto）。
米国を代表する歌手として知られ、これまでにグラミー賞を20回受賞、エミー賞を2回受賞し、ハリウッド・ウォーク・オブ・フェームにもその名が刻まれるなど、アメリカを代表するエンターテイナーの1人。90代を迎えてもなお精力的に活動した長寿歌手としても知られ、全米アルバム・チャート1位の最年長記録保持者であり、アルバムをリリースした史上最高齢の人物としてギネス世界記録にも認定されている。
オペラ唱法に基づく朗々とした発声を得意とする歌手である一方、トーチ・ソングなどでの細やかな表現も見せることで、伝統的なポピュラーシンガーとして音楽評論家や音楽家から高く評価されていた。先輩歌手であるフランク・シナトラをして「おれの考えでは、トニー・ベネットは音楽業界最高の歌手だ」と評せしめた逸話を持つ。

## 来歴
1926年8月3日、ニューヨーク州クイーンズでイタリア移民の両親の下に生まれる。
18歳の時に徴兵され、第二次世界大戦の最後の2年間を過酷な戦況と気候のドイツ戦線で過ごした。20歳で退役後ニューヨークに戻り、演劇関係の教育機関、アメリカン・シアター・ウィングに入学、今に至るオペラ風の歌唱法（ベルカント唱法）を身に付けた。その頃当時の大スター・シンガー、パール・ベイリーに見出され、1950年にコロムビア・レコードと契約。1951年には、「ビコーズ・オブ・ユー」がいきなり全米チャートで10週連続1位を記録してスターの仲間入りを果たした。その後、1950年代から1960年代にかけて「ストレンジャー・イン・パラダイス」「思い出のサンフランシスコ」などヒットを連発し、自身のTV番組を持つようになるなど、エンターテイメントの世界で不動の地位を築いた。

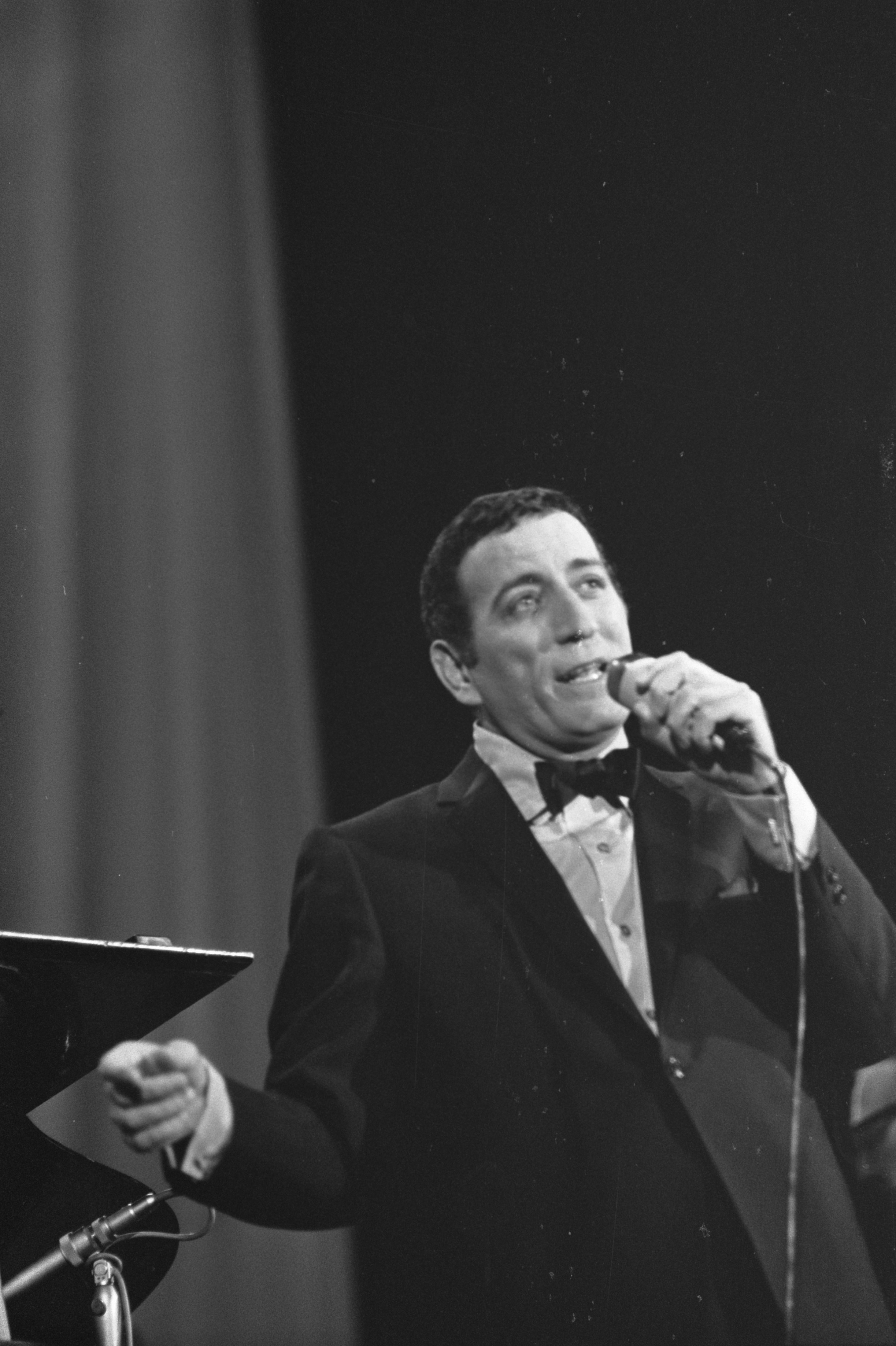
1966年、アムステルダムにて

しかし、1960年代半ばに登場したビートルズの流行と、それに続く70年代の大衆音楽リスナー層のロックへの大きな傾斜によるスタンダード・ポップやジャズの人気凋落の影響を受け、ベネットの人気も低迷した。この間ロック曲にもトライしたり、自らのレーベルを設立したり、名ジャズ・ピアニストのビル・エヴァンスとの共演アルバムを作ったりと努力を重ねたものの、最終的には納税延滞状態になったあげく1979年にはコカインの過剰摂取で瀕死の目に遭うまでになった。
その後、マネージャーでもあった息子ダニー・ベネットからのアドバイスもあり、1986年に古巣コロムビア・レコードと契約、流行最先端のTVナイト・ショーに出演するなどして大々的な露出を図り、若年層へのアピールをはじめた。これが功を奏し、1994年には、MTVアンプラグドに出演し、その模様のライヴ・アルバムがヒットを記録、グラミー最優秀アルバム賞を受賞し、第一線へのカムバックを果たした。

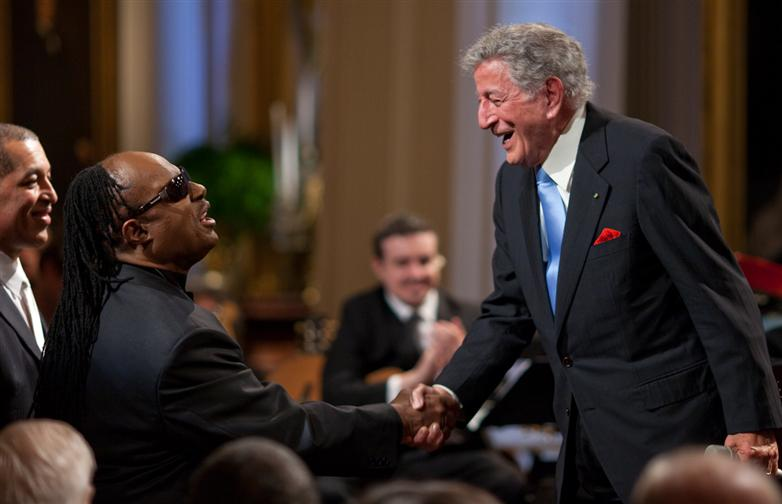
スティーヴィー・ワンダーと（2009年、ホワイトハウス）

2000年代以降は企画にも恵まれ、プラシド・ドミンゴ、ヴァネッサ・ウィリアムス、シェリル・クロウ、ダイアナ・クラール、ビリー・ジョエル、スティーヴィー・ワンダー、バーブラ・ストライサンド、ポール・マッカートニー、エルトン・ジョン、ビリー・ジョエル、ディクシー・チックス、ジェームス・テイラー、フアネス、セリーヌ・ディオン、ダイアナ・クラール、エルヴィス・コステロ、k.d.ラング、ボノ、マイケル・ブーブレ、スティング、ジョン・レジェンド、ジョージ・マイケルなどベテランから若手まで、様々なジャンルの歌手と共演し、コンスタントにアルバムを発表、話題を集めた。
2011年には、アレサ・フランクリン、マライア・キャリー、レディー・ガガ、7月に急死したエイミー・ワインハウスらとデュエットしたアルバム『Duets II』が、85歳にしてBillboard 200で自身初の初登場1位を獲得し、ボブ・ディランが67歳の時に『トゥゲザー・スルー・ライフ』で作った最年長首位記録を大幅に塗り替えた。

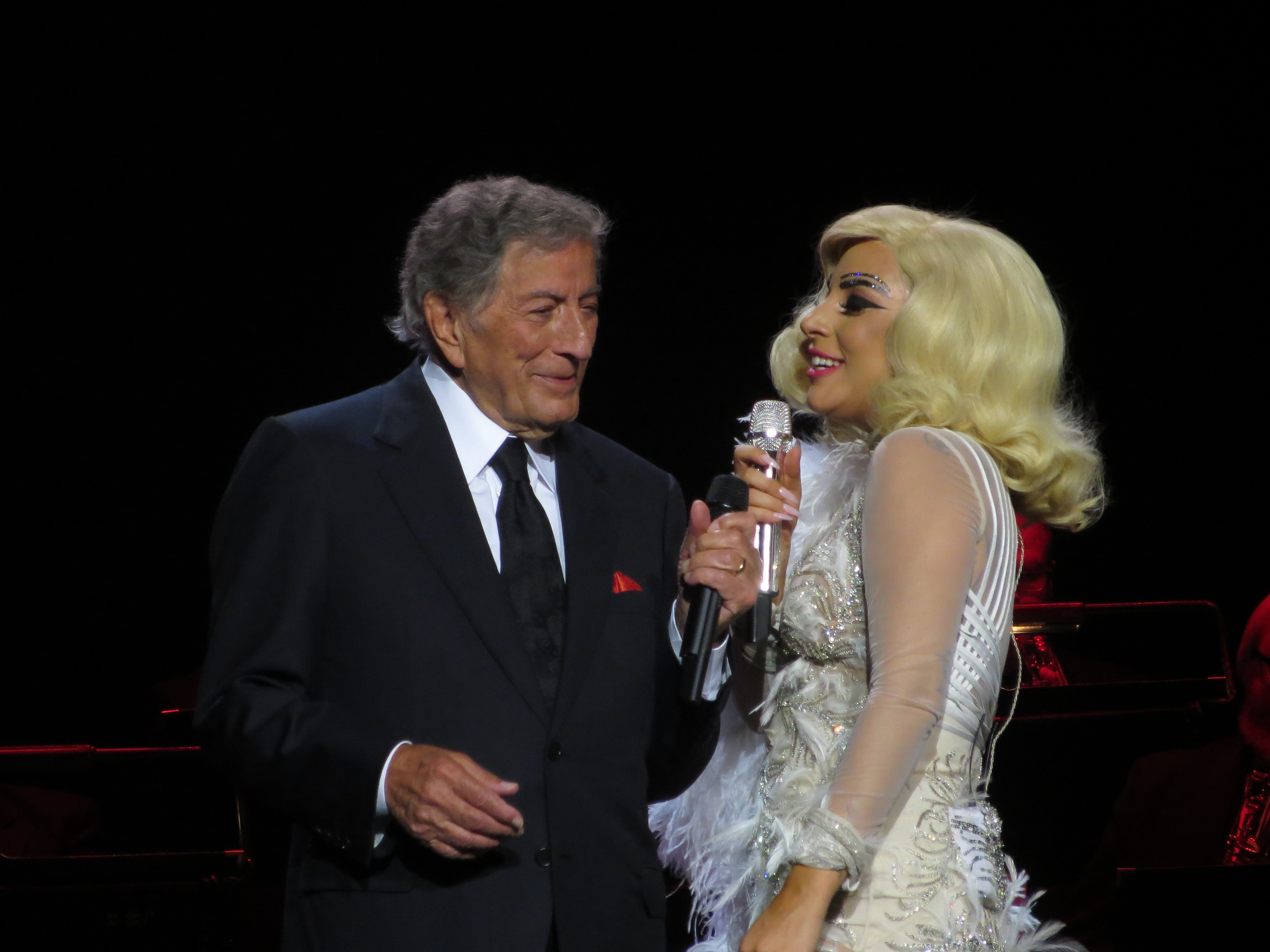
レディー・ガガと（『Cheek to Cheek』ツアー2015）

2014年には、前作でデュエットしたレディー・ガガを「君は真のジャズシンガーだ」と絶賛し彼女との親交を深め、デュエット・アルバム『Cheek to Cheek』を発表、これが2枚目の全米初登場1位アルバムとなり、最年長アルバム1位記録は88歳と69日に更新された。
その後もビル・チャーラップ・トリオとの共演アルバムを発表するなど、発声や生活習慣に常々配慮し、高齢に至っても第一線で歌えるだけの声質を維持していたが、2016年頃からアルツハイマーに罹患していたことを、2020年に複数のメディアが報じた。
2021年、既にアルツハイマーの症状で直近の記憶が失われがちで、デュエットの相手が誰なのかもよく判らないような状態だったというなか、周囲のサポートでレディー・ガガとのデュエットアルバム『Love for Sale』が完成。95歳と60日という史上最高齢で新作アルバムをリリースしたことがギネス世界記録に認定されたほか、全米アルバムチャートのトラディショナル・ジャズ部門で15回目の首位を飾り、ハリー・コニック・ジュニアがこれまで保持していた同チャートでの15作1位の史上最多記録に並ぶ快挙を成し遂げた。さらにこのアルバムは、翌年のグラミー賞で最優秀トラディショナル・ポップ・ヴォーカル・アルバム部門を受賞した。
2021年8月、『Love for Sale』の披露ライブを最後に、ステージ上でのライブ・パフォーマンスから引退することを発表した。息子でマネージャーのダニー・ベネットによれば、本人の歌唱自体には問題ないものの会場移動による身体への負担が大きく、医師の指示のもと健康維持のために決断したという。
2023年7月21日、ニューヨーク市で死去。96歳没。

## 歌手以外の活動
『ブルース・オールマイティ』や『アナライズ・ミー』といった映画に本人役で特別出演しているが、1965年の映画『オスカー』では劇中歌うことなく、主演のスティーブン・ボイド扮するアカデミー賞を狙う俳優のマネージャーを訥々と演じた。
プロの歌手になる前には商業イラストレーターとして生計を立てていたこともあって画才に優れ、余技ながら画家としてもたびたび個展を開いている。その腕前は彼のCDのブックレットにも活かされており、アルバムで共演経験もあるピアニスト、ビル・エヴァンスのライブアルバムのジャケットにもベネットのペンによる肖像画が使われている。

## エピソード
- 同じイタリア系アメリカ人歌手のフランク・シナトラ同様に、マフィアとの関係を指摘されており、ビル・ボナンノの披露宴にも招待され、トニー・ベネットとフォア・ラッズは無料で歌を披露している[9]。1990年に公開されたマフィア映画『ゴッドファーザー PART III』では、マフィアと親密な関係にある歌手ジョニー・フォンテーンが曲を披露しようとした際に、マフィアである主人公マイケル・コルレオーネが「トニー・ベネットのレコードでも聞こうか」と冗談を飛ばすシーンがある。
- ジャズクラブ・ブルーノート東京が1988年にオープンした際には、そのファーストステージをトニー・ベネットが飾った。
- 『チーク・トゥ・チーク』『ラブ・フォー・セール』という2枚のデュエット・アルバムを作ったほど親密な関係にあるレディー・ガガの右の二の腕には、ベネットが描いたトランペットのタトゥーが彫られている。
- アメリカのアニメ作品ザ・シンプソンズはエピソードの中で多くの実在する有名人が本人役としてゲスト出演しており、「最もゲスト出演者の多いテレビシリーズ」としてギネスブックにも登録されている。本作において本人として描かれた最初のゲスト出演者はシーズン2のエピソード「ダンシング・ホーマー」において登場したトニー・ベネットだった。

## ディスコグラフィ

### 主なシングル
- "Because of you" 「ビコーズ・オブ・ユー」(1951)全米第1位
- "Cold cold heart"「コールド・コールド・ハート」(1951)全米第1位
- "Blue Velvet" 「ブルー・ヴェルヴェット」(1951)全米第16位
- "Rag to riches"(1953)全米第１位
- "Stranger in paradise" 「ストレンジャー・イン・パラダイス」(1953)全米第2位
- "There'll be no teardrops tonight"（1954)全米7位
- "Cinnamon sinner"(1954)全米8位
- "In the middle of an island"（1957)全米9位
- "I left my heart in San Francisco"「霧のサンフランシスコ」（1962）全米19位　グラミー賞"Record of the year""Pop male Vocal"受賞
- "I wanna be around"(1963)全米14位
- "Good life"（1963)全米18位
- "Who can I turn to"(1964)全米33位
- "If I ruled the world"(1965）全米34位

### アルバム
- 『ビコーズ・オブ・ユー（トニー・ベネットのアルバム）（英語版）』- Because of You (1952年、Columbia)
- 『クラウド7（英語版）』- Cloud 7 (1955年、Columbia)
- 『ザ・ビート・オブ・マイ・ハート（英語版）』- The Beat of My Heart (1957年、Columbia)
- 『ロング・アゴー・アンド・ファー・アウェイ』- Long Ago and Far Away (1958年、Columbia)
- 『イン・パーソン!（英語版）』- In Person!  (1959年、Columbia)
- 『ストライク・アップ・ザ・バンド (トニー・ベネットとカウント・ベイシーのアルバム)（英語版）』- Strike Up the Band (1959年、Columbia)
- 『ホームタウン，マイ・タウン（英語版）』- Hometown, My Town (1959年、Columbia)
- 『トゥ・マイ・ワンダフル・ワン（英語版）』- To My Wonderful One (1960年、Columbia)
- 『トニー・シングス・フォー・トゥ（英語版）』- Tony Sings for Two (1961年、Columbia)
- 『アローン・トゥゲザー』- Alone Together (1961年、Columbia)
- 『シングス・ア・ストリング・オブ・ハロルド・アーレン（英語版）』- Sings a String of Harold Arlen (1961年、Columbia)
- 『マイ・ハート・シングス（英語版）』- My Heart Sings (1961年、Columbia)
- 『想い出のサンフランシスコ』 - I Left My Heart in San Francisco (1962年、Columbia) プラチナ・ディスク
- 『アイ・ワナ・ビー・アラウンド』- I wanna be around (1963年、Columbia)
- 『ディス・イズ・オール・アイ・アスク (トニー・ベネットのアルバム)（英語版）』- This ia all I ask (1963年、Columbia)
- 『メニー・ムード・オブ・トニー（英語版）』- The Many Moods of Tony (1964年、Columbia)
- 『ホエン・ライツ・アー・ロウ』- When lights are low (1964年、Columbia)
- 『フー・キャン・アイ・ターン・トゥ（英語版）』- Who can I turn to (1964年、Columbia)
- 『イフ・アイ・ルールド・ザ・ワールド：ソングス・フォー・ザ・ジェット・セット（英語版）』- If I Ruled the World: Songs for the Jet Set (1965年、Columbia)
- 『ザ・ムービー・ソング・アルバム（英語版）』- The Movie Song Album (1966年、Columbia)
- 『トニー・メイクス・イット・ハプン（英語版）』- Tony Makes It Happen (1967年、Columbia)
- 『フォー・ワンス・イン・マイ・ライフ（トニー・ベネットのアルバム）（英語版）』- For Once in My Life (1967年、Columbia)
- 『イエスタデイ・アイ・ハード・ザ・レイン』- Yesterday I Heard the Rain (1968年、Columbia)
- 『スノーフォール：トニー・ベネットのクリスマス・アルバム（英語版）』- Snowfall: The Tony Bennett Christmas Album (1968年、Columbia) ゴールド・ディスク
- 『アイヴ・ゴッタ・ビー・ミー（トニー・ベネットのアルバム）（英語版）』- I've Gotta Be Me (1969年、Columbia)
- 『トニー・シングス・ザ・グレート・ヒッツ・オブ・トゥデイ！（英語版）』- Tony Sings the Great Hits of Today! (1970年、Columbia)
- 『トニー・ベネットのサムシング（英語版）』- Tony Bennett's "Something" (1970年、Columbia)
- 『ラヴ・ストーリー (トニー・ベネットのアルバム)（英語版）』- Love story (1971年、Columbia)
- 『サマー・オブ・'42（英語版）』- Summer of '42 (1972年、Columbia)
- 『ウィズ・ラヴ（トニー・ベネットのアルバム）（英語版）』- With Love (1972年、Columbia)
- 『グッド・シングス・イン・ライフ（英語版）』- The Good Things in Life (1972年、Verve)
- 『ライフ・イズ・ビューティフル（トニー・ベネットのアルバム）（英語版）』- Life Is Beautiful (1975年、Improv)
- 『トニー・ベネット/ビル・エヴァンス・アルバム（英語版）』- The Tony Bennett/Bill Evans Album (1975年、Fantasy)
- 『トゥゲザー・アゲイン（トニー・ベネットとビル・エヴァンスのアルバム）（英語版）』- Together Again (1977年、Improv)
- 『アート・オブ・エクセレンス（英語版）』- The Art of Excellence (1986年、Columbia)
- 『ベネット/ベルリン（英語版）』- Bennett/Berlin (1987年、Columbia)
- 『アストリア：ポートレート・オブ・ジ・アーティスト（英語版）』- Astoria: Portrait of the Artist (1990年、Columbia)
- 『パーフェクトリー・フランク（英語版）』- Perfectly Frank (1992年、Columbia) ゴールド・ディスク
- 『ステッピン・アウト（トニー・ベネットのアルバム）（英語版）』- Steppin' out (1993年、Columbia) ゴールド・ディスク
- 『ヒアズ・トゥ・ザ・レディース（英語版）』- Here's to the Ladies (1995年、Columbia)
- 『トニー・ベネット・オン・ホリデイ（英語版）』- Tony Bennett on Holiday (1997年、Columbia)
- 『トニー・ベネット：ザ・プレイグラウンド（英語版）』- Tony Bennett: The Playground (1998年、Columbia)
- 『ベネット・シングス・エリントン：ホット＆クール（英語版）』- Bennett Sings Ellington: Hot & Cool (1999年、Columbia)
- 『アート・オブ・ロマンス（英語版）』- The Art of Romance (2004年、Columbia)
- 『シルバー・ライニング: ザ・ソング・オブ・ジェローム・カーン（英語版）』- The Silver Lining: The Songs of Jerome Kern (2015年、Columbia) (with ビル・チャップ（英語版）)

### コンピレーションアルバム
- 『ミスター・ブロードウェイ：トニーのグレイテスト・ブロードウェイ・ヒッツ（英語版）』- Mr. Broadway: Tony's Greatest Broadway Hits (1962年)
- 『Tony's greatest hits, vol. 3』(1965年)  ゴールド・ディスク
- 『Tony Bennett Sings His All-Time Hall of Fame Hits』(1970年)  ゴールド・ディスク
- 『Tony Bennett's all time greatest hits』(1972年)  ゴールド・ディスク
- 『The Very Best of Tony Bennett: 20 Greatest Hits』(1977年)
- 『Vocalists: Singin' Till the Girls Come Home』(1983年)
- 『16 most requested songs』 (1986年)  ゴールド・ディスク
- 『JAZZ』(1987年)
- 『Forty Years: The Artistry of Tony Bennett』 (1991年)
- 『The Ultimate Tony Bennett』 (2000年)
- 『エッセンシャル・トニー・ベネット（英語版）』- The Essential Tony Bennett  (2002年、Columbia) ゴールド・ディスク
- 『Fifty Years: The Artistry of Tony Bennett』 (2004年)
- 『Tony Bennett's Greatest Hits of the '60s』 (2006年)
- 『As Time Goes By: Great American Songbook Classics』 (2013年)
- 『Sixty Years: The Artistry of Tony Bennett』 (2013年)

### コラボレーションアルバム
- 『プレイ・ウィズ・マイ・フレンズ：ベネット・シングス・ザ・ブルース（英語版）』- Playin' with My Friends: Bennett Sings the Blues (2001年、Columbia)  ゴールド・ディスク
- 『この素晴らしい世界（トニー・ベネットとk.d.ラングのアルバム）（英語版）』- A Wonderful World  (with k.d.ラング) (2002年、Columbia) ゴールド・ディスク
- 『デュエット: アン・アメリカン・クラシック（英語版）』- Duets: An American Classic (2006年、Columbia) プラチナ・ディスク
- 『デュエットII（トニー・ベネットのアルバム）（英語版）』- Duets II (2011年、Columbia)  プラチナ・ディスク
- 『チーク・トゥ・チーク（アルバム）（英語版）』- Cheek to Cheek  (with レディー・ガガ) (2014年、Columbia) ゴールド・ディスク
- 『ラヴ・フォー・セール』- Love for Sale (with レディー・ガガ) (2021年、Columbia)

### ライブアルバム
- 『トニー・ベネット・アット・カーネギー・ホール（英語版）』- Tony Bennett at Carnegie Hall (1962年、Columbia)
- 『Get happy with the London Philharmonic orchestra』(1971年、Columbia)
- 『MTV: アンプラグド（トニー・ベネットのアルバム）（英語版）』- MTV Unplugged: Tony Bennett (1994年、Columbia) プラチナ・ディスク
- 『Live At The Sahara: Las Vegas, 1964 』(2013年)
- 『The White House Sessions - Live 1962 (with デイヴ・ブルーベック) 』 (2013年)

## 日本公演
- 1988年

11月28日,29日,30日,12月1日,2日,3日 ブルーノート東京
- 1989年

10月30日 ゆうぽうと簡易保険ホール、11月1日 北上市民会館、4日 愛知厚生年金会館、5日 高知県民文化オレンジホール、7日 岡山市民会館、8日 大阪・フェスティバルホール、10日,11日 ゆうぽうと簡易保険ホール
- 1990年

8月21日,22日,23日,24日,25日 ブルーノート東京
- 1993年

3月25日,26日 Bunkamuraオーチャードホール
- 2000年

3月15日 大阪・フェスティバルホール、19日 サントリーホール
- 2013年

9月7日 第12回東京JAZZ(東京国際フォーラム)

## 著書
- ”What my heart has seen"by Tony Bennett, Rizzoli, c1996, ISBN 0-8478-1972-8
- "The Good life"by Tony Bennett, Pocket Books, c1998, ISBN 0-671-02469-8
- "Life is as a gift"by Tony Bennett, Harper, c2012, ISBN 978-0-06-220707-4
- "Tony Bennett, by Tony Jasper, W. H．Allen, c1984, ISBN 0-491-03203-X